# El apuntador
El apuntador es una obra del dramaturgo uruguayo Carlos Maggi, escrita en marzo de 1959. Es una tragedia, donde el tema son los problemas de los actores mientras practican una obra de teatro el día del estreno de la misma y la muerte del apuntador, lo cual está presente en toda la obra, ya que a medida va avanzando se habla mucho de la vida y la muerte, de su importancia y su relevancia, de cómo pasa el tiempo y de como de alguna manera esto nos afecta, o en este caso, a los personajes. Básicamente se podría decir que es una obra de una obra.
En esta obra se destaca la relevancia de lo que genera en el lector la escritura uruguaya, es reflejo de una parte de su cultura. Esta obra es una muestra de una parte del mundo pero su temática es de alcance mundial. 
El apuntador muestra al teatro desde una perspectiva inusual haciendo reflexionar al espectador acerca del género dramático.

## Trama y estructura
La trama de El apuntador se basa en el ensayo de una obra el día del estreno de esta. Los personajes practican una y otra vez mientras hablan de lo sucedido con el apuntador, el cual está muerto. La obra está compuesta solamente de un acto, el cual a su vez solo tiene una escena.
Es el día del estreno, en el escenario visto desde atrás los dos payasos pintados de blanco, Fido y Yago, practican una y otra vez su escena donde Fido le pega una boletada a Yago y este rueda largamente por el suelo; mientras estos dialogan con los músicos, Bruno y Dartel, los cuales están pintados de negro y en cada repetición de Fido y Yago, subrayan los gestos con efectos musicales.
El primer diálogo es de Fido, que empieza recitando una frase de Macbeth de Shakespeare, "La vida es un cuento contado por un idiota, lleno de ruido y de furia, que no tiene ningún sentido". Esto lo hizo el autor probablemente como un tipo de homenaje a este escritor tan conocido en el mundo de la literatura.
De repente en su conversación sale el tema de Bengoa, el cual era el apuntador, a quien habían encontrado muerto abajo de la escotilla. Este es uno de los temas principales en toda la obra.
En eso entran al escenario Esteban y Elena, jóvenes, practicando su parte de la obra, donde Esteban le coquetea a Elena. Luego se van y los personajes que estaban allí hablan de ellos, diciendo que viven para ensayar pero que en realidad no se saben bien la obra.
Después entra la Dama, anunciando que estarían presentes en el estreno el cuerpo diplomático y las altas autoridades, los cuales habían reservado el palco dorado en el público. 
Vuelven a entrar Esteban y Elena, los cuales ya no son muy jóvenes, sino señores. Practican otra parte de la obra donde discuten sobre problemas y asuntos de negocios. 
Suena un timbre y el traspunte avisa que quedan 5 minutos para el comienzo del estreno. Salen Esteban y Elena. 
Los bailarines continúan bailando su minuet. Casi enseguida entran la Sota, el Caballo y el Rey de Oros. Llevan la cara pintada de color rosa. Hablan sobre Esteban y Elena, de Bengoa, el apuntador y del público que asistirá a la obra. Se sientan en el suelo y fuman. La Sota, el Caballo y el Rey salen hacia un costado. Se ponen en fila y comienzan a bailar enfrente al telón del fondo; se entrecruzan simulando barajarse y dan vueltas sucesivamente. Las tres cartas junto al coro cantan una melodía donde hablan de la vida y del azar; haciendo referencia tal vez a la muerte de Bengoa, y cómo murió. El azar se asocia con las cartas y los juegos, en este caso, los juegos que tiene la vida, y como esta puede terminar en cualquier momento.
Vuelven a entrar Esteban y Elena en escena, donde Esteban y Elena discuten.
Se acercan a Esteban la Dama, y la Sota de Oros. El Rey la Sota y la Dama le reprochan a Esteban preguntándole si se sabe los diálogos, si sabe que no hay apuntador, y si no le pone nervioso el hecho de tener que actuar desde el primer momento.
Entran Bruno, Fido, Yago y Dartel que vienen ahora vestidos de parodistas excéntricos y traen como quien va llevando un ataúd, un banco largo. Esto también hace referencia a la muerte, y al tema de Bengoa. Sobre el banco transportan sus instrumentos. Llegan cantando sobre la muerte de don Bengoa, repitiendo una y otra vez que se murió.
Los bailarines del minuet y las tres barajas se distribuyen ahora en torno al banco y junto con los excéntricos forman un velorio, el velorio de don Bengoa. Todos empiezan a hablar lamentando su muerte y empiezan a discutir sobre la vida y la muerte. 
El coro vuelve a cantar, pero con los instrumentos, aquella melodía anunciando la muerte de don Bengoa.
Los parodistas han ido evolucionando. Ellos y las otras figuras de teatro se apartan del banco. Entran Esteban y Elena, que son dos ancianos y se sientan en él, dándose la espalda. Hablan sobre sus manos y sus arrugas. Acá se puede ver como los problemas o diálogos de Esteban y Elena envejecen, de alguna manera, junto a ellos; primero simplemente coquetean, luego, al estar más mayores hablan de negocios, más adelante hablan de salir a tomar una copa, lo cual nos da la idea de que ya están jubilados, y por último, al final de la obra empiezan a divagar o hablar sobre sus manos, sus arrugas, y como han envejecido. 
Además de que el hecho de que los únicos que envejezcan son ellos da la idea de que en realidad los que envejecen son los actores y no los personajes. Por ejemplo: los personajes de Romeo y Julieta siempre van a tener la misma edad, porque siempre la historia va a tener ese presente y se actualiza cada vez que se representa; en cambio los actores que los representaron sí que envejecen ya que son personas y no siempre van a tener la misma edad.
El traspunte avisa que ya comienza el espectáculo; entonces las figuras salen del escenario, bajan las luces y quedan Esteban y Elena enfrentados al telón. Empieza a sonar una melodía y el telón se sube dejándolos enfrentados al público. Ellos no tienen la letra e intentan de alguna forma empezar la obra, y Esteban reclama, de alguna manera, al apuntador, haciendo que la obra termine con el título de la misma y volviendo a remarcar este tema.

## Lenguaje
La obra se aparta del costumbrismo hasta entonces habitual en el teatro nacional e incursiona en lo metateatral, lo absurdo, lo incorrectamente rioplatense del lenguaje, lo cotidiano de este. Lo grotesco y lo vulgar se dan la mano con lo trascendente y metafísico, con la reflexión trascendental sobre la vida y la muerte. Esta conjunción, este roce, produce sin lugar a dudas un efecto netamente teatral en una obra dentro de una obra donde no se distingue en algunos casos la realidad misma y la realidad de la obra actuada.

## Personajes
Los personajes son catorce.
| - Fido: es uno de los payasos que actúa en la obra. - Yago: es el otro payaso, junto con Fido. - Bruno: es un músico de la obra. - Dartel: también aparece como Dairtel. Es un músico de la obra. - Esteban: es uno de los protagonistas de la obra en la que actúa. Es la pareja (no se específica el vínculo) de Elena. | - Elena: es la otra protagonista de la obra en la que actúa. Es la pareja de Esteban. Ellos son los únicos que envejecen durante la obra. - Dama: personaje de la obra en la que actúa. - Cortesano: personaje de la obra en la que actúa. - Traspunte: personaje de la obra en la que actúa. - Sota: actúa de carta, como su nombre lo dice, es la sota. | - Caballo: actúa de carta, como su nombre lo dice, es el caballo. - Rey: actúa de carta, como su nombre lo dice, es el rey. - Coro: coro de la obra, solo aparecen en las partes cantadas. - Isiruno: personaje secundario. Sólo tiene un diálogo en toda la obra. |